# Эльтонское сельское поселение
Эльто́нское се́льское посе́ление — муниципальное образование в составе Палласовского района Волгоградской области.
Административный центр — посёлок Эльтон.

## История
Эльтонское сельское поселение образовано 30 декабря 2004 года в соответствии с Законом Волгоградской области № 982-ОД.

## География
Границы и состав территории Эльтонского сельского поселения
Границы Эльтонского сельского поселения установлены Законом Волгоградской области от 30 декабря 2004 года № 982-ОД «Об установлении границ и наделении статусом Палласовского района и муниципальных образований в его составе»
Территорию поселения составляют исторически сложившиеся земли п. Эльтон,  п.Калинина,  х.Большой Симкин,  х. Карабидаевка,  х.Карпов,  х.Отгонный,  х.Приозерный,  железнодорожные разъезды 299, 324, и 332, прилегающие к ним земли общего пользования, территории традиционного природопользования населения поселения, рекреационные земли, земли для развития Эльтонского сельского поселения, независимо от форм собственности и целевого назначения, находящиеся в пределах границ Эльтонского сельского поселения.

## Население
| 2010  | 2012  | 2013  | 2014  | 2015  | 2016  | 2017  |
| ----- | ----- | ----- | ----- | ----- | ----- | ----- |
| 3714  | ↘3663 | ↘3653 | ↘3627 | ↘3571 | ↘3550 | ↘3484 |
| 2018  | 2019  | 2020  | 2021  |       |       |       |
| ↘3419 | ↘3355 | ↘3314 | ↘3234 |       |       |       |

## Состав сельского поселения
| №  | Населённый пункт | Тип населённого пункта          | Население |
| -- | ---------------- | ------------------------------- | --------- |
| 1  | Большой Симкин   | хутор                           | 295       |
| 2  | Калинина         | посёлок                         | 179       |
| 3  | Карабидаевка     | хутор                           | 93        |
| 4  | Карпов           | хутор                           | 117       |
| 5  | Отгонный         | хутор                           | 39        |
| 6  | Приозерный       | посёлок                         | 199       |
| 7  | Эльтон           | посёлок, административный центр | ↗2723     |
| 8  | 299              | железнодорожный разъезд         | 28        |
| 9  | 324              | железнодорожный разъезд         | 13        |
| 10 | 332              | железнодорожный разъезд         | 28        |

## Символика
Официальными символами Эльтонского сельского поселения являются герб Эльтонского сельского поселения и флаг Эльтонского  сельского поселения.
Описание и порядок официального использования символов Эльтонского сельского поселения устанавливается решением Эльтонского  сельского Совета.